# Marvin Rodríguez
Marvin Rodríguez Ramírez (San José, 26 de noviembre de 1934-San José, 16 de octubre de 2017) fue un futbolista y técnico costarricense. Se le recuerda por ser el entrenador que clasificó a la Selección de Costa Rica a su primera Copa Mundial de Fútbol, en 1990.

## Trayectoria

### Como jugador
Siendo un niño fue llevado por Roberto Beto Fernández a las ligas menores del Saprissa. En 1951 fue ascendido a la Segunda y pocos meses después al primer equipo. Con los morados se desempeñó en el mediocampo y fue campeón en 1952, 1953 y 1957; y subcampeón en 1955, 1958, 1959 y 1961. 
Ganó la Copa Presidente en 1960 y el torneo relámpago de 1957. Realizó dos giras alrededor del mundo, con Saprissa, en 1959 y como refuerzo del Alajuelense, en 1960.
En 1962, Saprissa lo prestó al Municipal de Guatemala, que compró su ficha tiempo después. Allí, siendo jugador, comenzó su carrera como entrenador y logró con los rojos dos títulos de 1964 y 1965
Se retiró en 1966, debido a una fractura en un tobillo.  

### Como técnico
Empezó con cursos en Costa Rica, México, Inglaterra y Guatemala; y fue instructor en Honduras. Dirigió al Cartaginés, de 1968 a 1970, y al seleccionado en los Norcecas 1969 en San José (lo ganó en forma invicta) y 1971 en Trinidad y Tobago. Su cosecha fue fructífera: 20 cetros y subtítulos locales y del istmo, en Costa Rics con el Saprissa (1972, 1973, 1974, 1975), Cartaginés (segundo, en 1969), Herediano (1979), Puntarenas (1986) y la Selección; Municipal, Aurora y Xelajú, en Guatemala; Real España, de Honduras. Ganó tres cetros de la Fraternidad (1972, 1973 y 1982) y el de Centroamérica (1975). Con la Selección de Costa Rica dirigió en dos Premundiales (1989 y 1992) y una Copa de Oro (2000). Y clasificó a Costa Rica a su primer Mundial de Fútbol, en Italia 1990; pero no fue al final pues cuatro meses antes fue reemplazado por Velibor Bora Milutinovic.

## Selección nacional
Integró la selección nacional de 1955 a 1961, y llegó a conseguir 7 goles en 43 partidos.
Fue parte del histórico equipo conocido como Los Chaparritos de Oro, durante el II Campeonato Panamericano de Fútbol de México en 1956, cuando Costa Rica obtuvo la medalla de bronce en este torneo, donde intervinieron las mejores selecciones nacionales del continente, tales como: Argentina, Brasil, Chile, México y Perú.
Además ganó tres títulos los Juegos Centroamericanos y del Caribe (1955, 1960 y 1961).
Falleció el lunes 16 de octubre de 2017, en su casa de san José de Costa Rica, dejando un muy gran legado en el fútbol costarricense, así como en el centroamericano.

### Participaciones internacionales
| Competición                                            | Sede       | Resultado    |
| ------------------------------------------------------ | ---------- | ------------ |
| Campeonato Centroamericano y del Caribe de Fútbol 1955 | Honduras   | Campeón      |
| Campeonato Panamericano de Fútbol 1956                 | México     | Tercer lugar |
| Campeonato Centroamericano y del Caribe de Fútbol 1960 | Cuba       | Campeón      |
| Campeonato Centroamericano y del Caribe de Fútbol 1961 | Costa Rica | Campeón      |

## Clubes

### Como jugador
| Club               | País       | Año       |
| ------------------ | ---------- | --------- |
| Deportivo Saprissa | Costa Rica | 1951-1962 |
| Municipal          | Guatemala  | 1962-1965 |
| Deportivo Saprissa | Costa Rica | 1966      |

### Como Técnico
| Club                    | País       | Año       |
| ----------------------- | ---------- | --------- |
| Municipal               | Guatemala  | 1964-1965 |
| Cartaginés              | Costa Rica | 1968-1969 |
| Selección de Costa Rica | Costa Rica | 1969      |
| Cartaginés              | Costa Rica | 1969-1970 |
| Selección de Costa Rica | Costa Rica | 1971      |
| Deportivo Saprissa      | Costa Rica | 1971-1975 |
| Selección de Costa Rica | Costa Rica | 1975      |
| Aurora                  | Guatemala  | 1977-1978 |
| Herediano               | Costa Rica | 1978-1979 |
| Municipal               | Guatemala  | 1981      |
| Real España             | Honduras   | 1982-1984 |
| Deportivo Saprissa      | Costa Rica | 1985-1986 |
| Municipal Puntarenas    | Costa Rica | 1986-1988 |
| Selección de Costa Rica | Costa Rica | 1989-1990 |
| A.D San Carlos          | Costa Rica | 1990      |
| Xelajú                  | Guatemala  | 1996      |
| Municipal               | Guatemala  | 1996-1997 |
| Selección de Costa Rica | Costa Rica | 1999-2000 |

## Palmarés

### Títulos nacionales
| Título                         | Equipo             | País       | Año  |
| ------------------------------ | ------------------ | ---------- | ---- |
| Primera División de Costa Rica | Deportivo Saprissa | Costa Rica | 1952 |
| Primera División de Costa Rica | Deportivo Saprissa | Costa Rica | 1953 |
| Primera División de Costa Rica | Deportivo Saprissa | Costa Rica | 1957 |
| Torneo de Copa de Costa Rica   | Deportivo Saprissa | Costa Rica | 1960 |

| Título                         | Equipo               | País       | Año  |
| ------------------------------ | -------------------- | ---------- | ---- |
| Liga Nacional de Guatemala     | CSD Municipal        | Guatemala  | 1965 |
| Torneo de Copa de Costa Rica   | Deportivo Saprissa   | Costa Rica | 1970 |
| Primera División de Costa Rica | Deportivo Saprissa   | Costa Rica | 1972 |
| Torneo de Copa de Costa Rica   | Deportivo Saprissa   | Costa Rica | 1972 |
| Primera División de Costa Rica | Deportivo Saprissa   | Costa Rica | 1973 |
| Primera División de Costa Rica | Deportivo Saprissa   | Costa Rica | 1974 |
| Primera División de Costa Rica | Deportivo Saprissa   | Costa Rica | 1975 |
| Copa Campeón de Campeones      | Deportivo Saprissa   | Costa Rica | 1976 |
| Liga Nacional de Guatemala     | Aurora F.C           | Guatemala  | 1978 |
| Primera División de Costa Rica | Club Sport Herediano | Costa Rica | 1979 |
| Primera División de Costa Rica | Municipal Puntarenas | Costa Rica | 1986 |
| Liga Nacional de Guatemala     | Xelajú               | Guatemala  | 1996 |

### Títulos internacionales
| Título                                | Equipo                  | País          | Año  |
| ------------------------------------- | ----------------------- | ------------- | ---- |
| Campeonato de Naciones de la Concacaf | Selección de Costa Rica | Costa Rica    | 1969 |
| Copa Fraternidad Centroamericana      | Deportivo Saprissa      | Centroamérica | 1972 |
| Copa Fraternidad Centroamericana      | Deportivo Saprissa      | Centroamérica | 1973 |
| Copa Fraternidad Centroamericana      | R.C.D España            | Centroamérica | 1982 |
| Campeonato de Naciones de la Concacaf | Selección de Costa Rica | Centroamérica | 1989 |

| Predecesor: Tony Waiters | Entrenadores campeones de la Copa Oro de la Concacaf 1989 | Sucesor: Bora Milutinović |